# Waldemar Pytel
Waldemar Pytel (ur. 5 czerwca 1958 w Istebnej) – polski duchowny luterański, od 1991 roku proboszcz parafii ewangelickiej w Świdnicy, od 7 marca 2015 roku biskup diecezji wrocławskiej Kościoła Ewangelicko-Augsburskiego w Polsce.

## Życiorys
Dzieciństwo spędził w Jaworzu i Bielsku-Białej, ukończył Technikum Budowlane. Po zdaniu matury w 1978 roku rozpoczął studia teologiczne na Chrześcijańskiej Akademii Teologicznej w Warszawie. Pracę magisterską pt. Rozmowa duszpasterska z ludźmi starszego pokolenia obronił w 1986 roku. 30 listopada 1986 roku został ordynowany przez ks. bpa Janusza Narzyńskiego na duchownego Kościoła Ewangelicko-Augsuburskiego. Ordynacja odbyła się w Kościele Pokoju pw. Trójcy Świętej w Świdnicy. Z dniem ordynacji został wikariuszem tamtejszej parafii, po 5 latach pracy tj. w 1992 roku, został wybrany jej proboszczem. W czerwcu 2025 roku zastąpi go na tym stanowisku ks. Paweł Meler. W latach 1986–1992 był Diecezjalnym Duszpasterzem Młodzieży. Dzięki jego staraniom w 2001 roku dwa Kościoły Pokoju – w Kościół Pokoju w Jaworze i Świdnicy – zostały wpisane na listę światowego dziedzictwa Unesco. W 2004 roku został proboszczem parafii w Kościół Pokoju w Jaworze, pełnił tę funkcję do 2007 roku. W tym roku został wybrany na radcę diecezji wrocławskiej w randze zastępcy Biskupa Diecezji.
Decyzją Synodu Kościoła został wybrany jego prezesem 17 października 2009 roku, zastąpił na tym stanowisku ks. Jerzego Samca, który tego samego dnia został wybrany na Biskupa Kościoła. Pełnił tę funkcję do końca kadencji Synodu.
25 października 2014 roku został wybrany (40 głosami na 45) przez Synod Diecezji Wrocławskiej na biskupa diecezji. Uroczystość wprowadzenia w urząd odbyła się 7 marca 2015 w Świdnicy.
Oprócz obowiązków kościelnych, działa również w różnego rodzaju organizacjach społecznych, był Prezesem Świdnickiego Towarzystwa Przyjaciół Chorych „Hospicjum”, jest członkiem Rady Fundacji Krzyżowa oraz fundatorem i członkiem rady fundacyjnej Ewangelickiego Centrum Diakonii i Edukacji im. ks. Marcina Lutra we Wrocławiu.
Ks. Waldemar Pytel jest żonaty z Bożeną z domu Pycz, mają dwóch synów.
Za swoją działalność otrzymał różne wyróżnienia:
- Nagroda Miasta Świdnicy za całokształt działalności w dziedzinie upowszechniania i ochrony kultury,
- Nagroda im. św. Brata Alberta za aktywność ekumeniczną i wybitne osiągnięcia w zakresie ochrony dóbr kultury,
- Nagroda im. ks. prof. Janusza Pasierba „CONSERVATOR ECCLESIAE” Stowarzyszenia Konserwatorów Zabytków w RP za osiągnięcia w zakresie ochrony zabytków,
- Medal Komisji Edukacji Narodowej za szczególne zasługi dla oświaty i wychowania.